# Konnūr
Konnūr är en ort i Indien.   Den ligger i distriktet Belgaum och delstaten Karnataka, i den sydvästra delen av landet, 1 400 km söder om huvudstaden New Delhi. Konnūr ligger 622 meter över havet och antalet invånare är 19 166.
Terrängen runt Konnūr är huvudsakligen platt, men åt sydost är den kuperad. Runt Konnūr är det tätbefolkat, med 397 invånare per kvadratkilometer. Närmaste större samhälle är Gokak, 8,8 km öster om Konnūr. Trakten runt Konnūr består till största delen av jordbruksmark.